# Campagne de Vicksburg
Guerre de Sécession
Batailles
Opérations contre Vicksburg
- Coffeeville
- Torpillage de l'USS Cairo
- Raid de Holly Springs
- Chickasaw Bayou
- Arkansas Post
- Yazoo Pass
- Steele's Bayou
- Raid de Grierson
- Newton's Station

- Grand Gulf
- Snyder's Bluff
- Port Gibson
- Raymond
- Jackson
- Champion Hill
- Big Black River Bridge
- Milliken's Bend
- Young's Point
- Lake Providence
- Richmond
- Goodrich's Landing
- Helena
- Vicksburg
- Expédition de Jackson

La campagne de Vicksburg est une série de batailles et de manœuvres ayant eu lieu sur le théâtre occidental de la guerre de Sécession et menées contre Vicksburg, une ville-forteresse dominant la dernière portion du Mississippi contrôlée par les États confédérés d'Amérique.
À l'issue de cette campagne, l'Armée fédérale du Tennessee commandée par le major-général Ulysses S. Grant reprit le contrôle du fleuve Mississippi en capturant cette place forte défendue par le lieutenant-général John C. Pemberton, commandant de l'Armée confédérée du Mississippi.
La campagne vit se dérouler de nombreuses opérations navales, déplacements de troupes, tentatives avortées ou manquées, et 11 batailles distinctes entre le 26 décembre 1862 et le 4 juillet 1863.
Les spécialistes de l'histoire militaire divisent la campagne en 2 phases distinctes :
- les opérations contre Vicksburg (décembre 1862-janvier 1863) ;
- les opérations de Grant contre Vicksburg (mars-juillet 1863).

Grant avait tout d'abord imaginé une approche en tenailles au cours de laquelle la moitié de son armée, commandée par le major-général William T. Sherman, se serait rapprochée de la Yazoo River pour tenter de s'emparer de Vicksburg par le nord-est, tandis que Grant aurait conduit le reste de ses troupes le long de la ligne de chemin de fer du Mississippi Central Railroad. Ces deux initiatives échouèrent.
Grant conduisit alors un certain nombre d'« expérimentations », qui prirent la forme de cinq expéditions (les opérations de Grant dans le bayou), recherchant à chaque fois une voie navigable qui lui donnerait accès au Mississippi en aval de Vicksburg sans passer sous le feu de ses canons. Toutes ces tentatives échouèrent également.
Finalement, les canonnières de l'Union et des transports de troupes se glissèrent sous le feu des batteries de la ville-forteresse et rejoignirent les hommes de Grant qui avaient progressé par voie de terre depuis la rive de Louisiane.
Les 29 et 30 avril 1863, l'armée de Grant traversa le Mississippi et débarqua à Bruinsburg (Mississippi). Un plan élaboré de diversion détourna l'attention des Confédérés et le débarquement se déroula sans opposition. Pendant les 17 jours qui suivirent, Grant fit manœuvrer son armée vers l'intérieur des terres, remporta cinq batailles, captura Jackson, la capitale de l'État du Mississippi, donna l'assaut à Vicksburg et mit le siège devant la ville.
Après la reddition de Pemberton, le 4 juillet (au lendemain de la victoire de l'Union à Gettysburg), et celle de Port Hudson, prise par le major-général Nathaniel P. Banks le 9 juillet, les États du Texas et de l'Arkansas se trouvèrent coupés du reste de la Confédération. Le cours du Mississippi était à nouveau libre, jusqu'au golfe du Mexique, pour le commerce des États du Nord et le ravitaillement des armées de l'Union.
La campagne menée par Grant à Vicksburg est étudiée comme un modèle d'opération militaire et considérée comme un tournant de la guerre de Sécession.

## Contexte

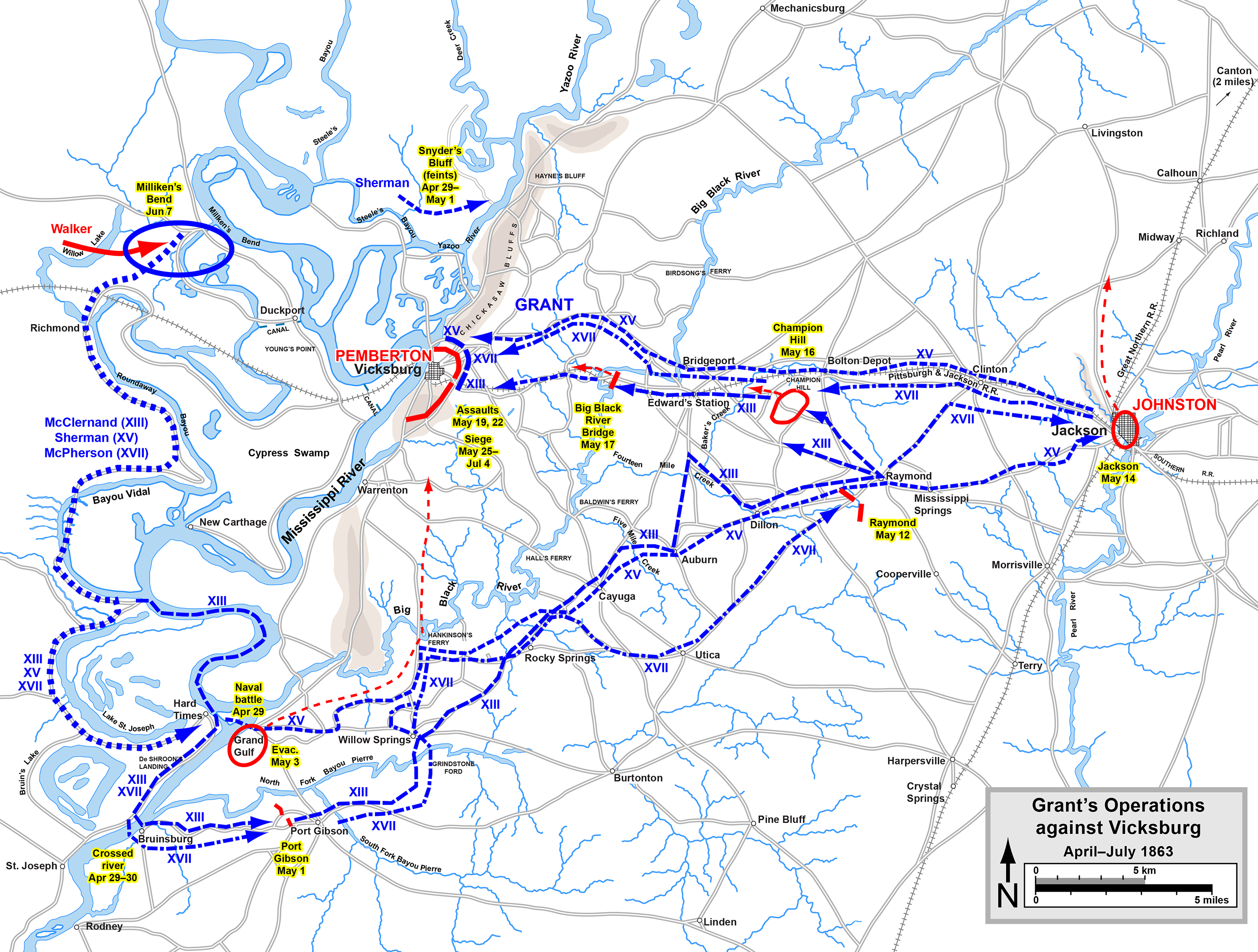
Théâtre des opérations en juillet 1863.

Vicksburg était stratégiquement vitale pour les Confédérés. Jefferson Davis disait que « Vicksburg est la tête du clou qui fait tenir ensemble les deux moitiés du Sud ». Tant qu'ils tenaient la « ville-forteresse », les rebelles pouvaient bloquer les bateaux de l'Union qui descendaient le Mississippi. Contrôlant également, en aval, l'embouchure de la Red River et Port Hudson, ils disposaient de communications avec les États qui s'étendaient à l'Ouest du fleuve et dont ils dépendaient fortement pour s'approvisionner en chevaux, en bétail et en renforts.
La ville était naturellement défendue, à tel point qu'elle était surnommée « la Gibraltar de la Confédération ». Située sur une haute falaise, Vicksburg surplombe en effet un méandre en fer à cheval qui enserre la péninsule De Soto et rend impossible toute attaque par voie fluviale. Au nord et à l'est de la ville s'étendait alors le « Mississippi Delta » (également connu sous le nom de « Yazoo Delta »), une zone couvrant 320 km du nord au sud et 80 km d'ouest en est, décrite par le géographe Warren E. Grabau comme « un réseau étonnamment complexe de voies d'eau interconnectées », dont certaines étaient suffisamment larges et profondes pour laisser passer des vapeurs de petit gabarit. Les zones situées entre les rivières et les bayous formaient des bassins fermés, baptisés « backswamps » (marécages), que Grabau décrivait ainsi : « Qu'ils soient ou non inondés en permanence, ces marécages étaient, à tous points de vue, des étendues sauvages, inaccessibles à un homme à cheval comme à tout véhicule à roues, et très difficiles d'accès même pour un homme à pied ». À une vingtaine de kilomètres en aval, à Haynes Bluff, sur la Yazoo River, se trouvaient des batteries et des fortifications confédérées.
La rive de Louisiane qui s'étendait à l'ouest de Vicksburg, faisait face à la forteresse de l'autre côté du fleuve, et était tout aussi difficile, coupée de nombreux cours d'eau, dotée de chemins en mauvais état, inondée la plus grande partie de l'hiver.
La ville avait déjà subi des attaques fluviales : en 1862, l'amiral David Farragut avait remonté le Mississippi après avoir capturé La Nouvelle-Orléans et, le 18 mai, avait sommé Vicksburg de se rendre. N'ayant pas assez d'hommes pour forcer le destin, il avait choisi de se replier sur La Nouvelle-Orléans. Il revint en force en juin 1862 et tenta, en vain, (26-28 juin) de forcer la ville à se rendre en la bombardant. La flottille de Farragut continua dans cette voie pendant le mois de juillet et quelques batailles mineures l'opposèrent à des navires confédérées présents dans la zone. Mais ses effectifs ne permettaient pas à l'Union d'envisager un débarquement et l'idée de forcer la ville à se rendre fut abandonnée. Farragut examina la possibilité d'éviter le feu des batteries postées sur la falaise en creusant un canal à travers la péninsule De Soto. Le 28 juin, le brigadier-général Thomas R. Williams, sur ordre de Farragut, fit commencer le creusement en réquisitionnant des manœuvres locaux et quelques soldats. Nombre d'entre eux furent victimes de fièvres tropicales et d'insolations, et le chantier fut abandonné le 24 juillet. Williams fut tué deux semaines plus tard à la Bataille de Bâton-Rouge).
À l'automne 1862, le major-général Henry W. Halleck fut promu de commandant du théâtre occidental à général-en-chef des armées de l'Union. Le 23 novembre, il fit part à Grant de sa préférence pour un mouvement massif vers l'aval et Vicksburg ; comme à l'accoutumée, il laissa le champ libre à ses subordonnés pour organiser les détails de la campagne, offrant à Grant la possibilité de donner libre cours à sa pugnacité. Halleck a été critiqué pour ne pas avoir avancé rapidement par voie de terre depuis Memphis, pour s'emparer de Vicksburg pendant l'été, alors qu'il assumait le commandement sur place. Il pensait, pour sa part, que la Navy pourrait capturer la forteresse à elle seule, ignorant que les forces navales de l'Union présentes sur place ne disposaient pas de suffisamment de troupes terrestres pour l'emporter. Ce qui aurait été possible durant l'été 1862 ne l'était plus en novembre, date à laquelle les Confédérés avaient amplement renforcé la garnison.
L'armée de Grant fit marche vers le sud en suivant la voie de chemin de fer du Mississippi Central Railroad, établissant une base avancée à Holly Springs. Grant envisageait un mouvement en tenailles en direction de Vicksburg. Son principal subordonné, le major-général William T. Sherman, devait descendre le long de la rivière avec quatre divisions (environ 32 000 hommes). Grant continuerait avec le reste des troupes (40 000 hommes environ) le long de la ligne de chemin de fer jusqu'à Oxford, où il attendrait la suite des événements, espérant attirer les Confédérés hors de Vicksburg pour l'affronter dans les environs de Grenada.
Du côté confédéré, les forces présentes au Mississippi étaient sous le commandement du lieutenant-général John C. Pemberton, un officier originaire de Pennsylvanie qui avait fait le choix de se battre avec les Sudistes. Il disposait d'environ 12 000 hommes à Vicksburg et à Jackson, tandis que le major-général Earl Van Dorn en commandait environ 24 000 à Grenada.
Pendant ce temps, les pressions politiques se manifestaient. Le président Lincoln avait depuis longtemps identifié l'importance de Vicksburg. Il écrivait « Vicksburg est la clé. La guerre ne peut pas être portée à son terme tant que la clé n'est pas dans notre poche. » Lincoln était également partisan d'une approche en tenailles, mais plutôt en attaquant par l'amont et par l'aval. Le major-général John A. McClernand, parvint à convaincre Lincoln qu'il pouvait descendre le fleuve avec une armée et prendre Vicksburg. Lincoln approuva ce plan, mais demanda que le major-général Nathaniel P. Banks remonte, dans le même temps, le cours du Mississippi en partant de La Nouvelle-Orléans.
McClernand commença à mettre sur pied des régiments et à les acheminer sur Memphis. Au même moment, à Washington, Halleck, inquiet des initiatives de McClernand, confiait à Grant le contrôle de toutes les troupes de son département. Les forces de McClernand étaient divisées en deux corps, l'un commandé par McClernand, et l'autre par Sherman. McClernand se plaignit de cette décision, mais ses récriminations n'eurent aucun effet. Grant s'appropria ses troupes, marquant ainsi le début d'une série de manœuvres qui allaient ponctuer un conflit personnel qui ne prendrait fin qu'avec la campagne.

## Batailles rattachées aux opérations contre Vicksburg (2 décembre 1862–janvier 1863)

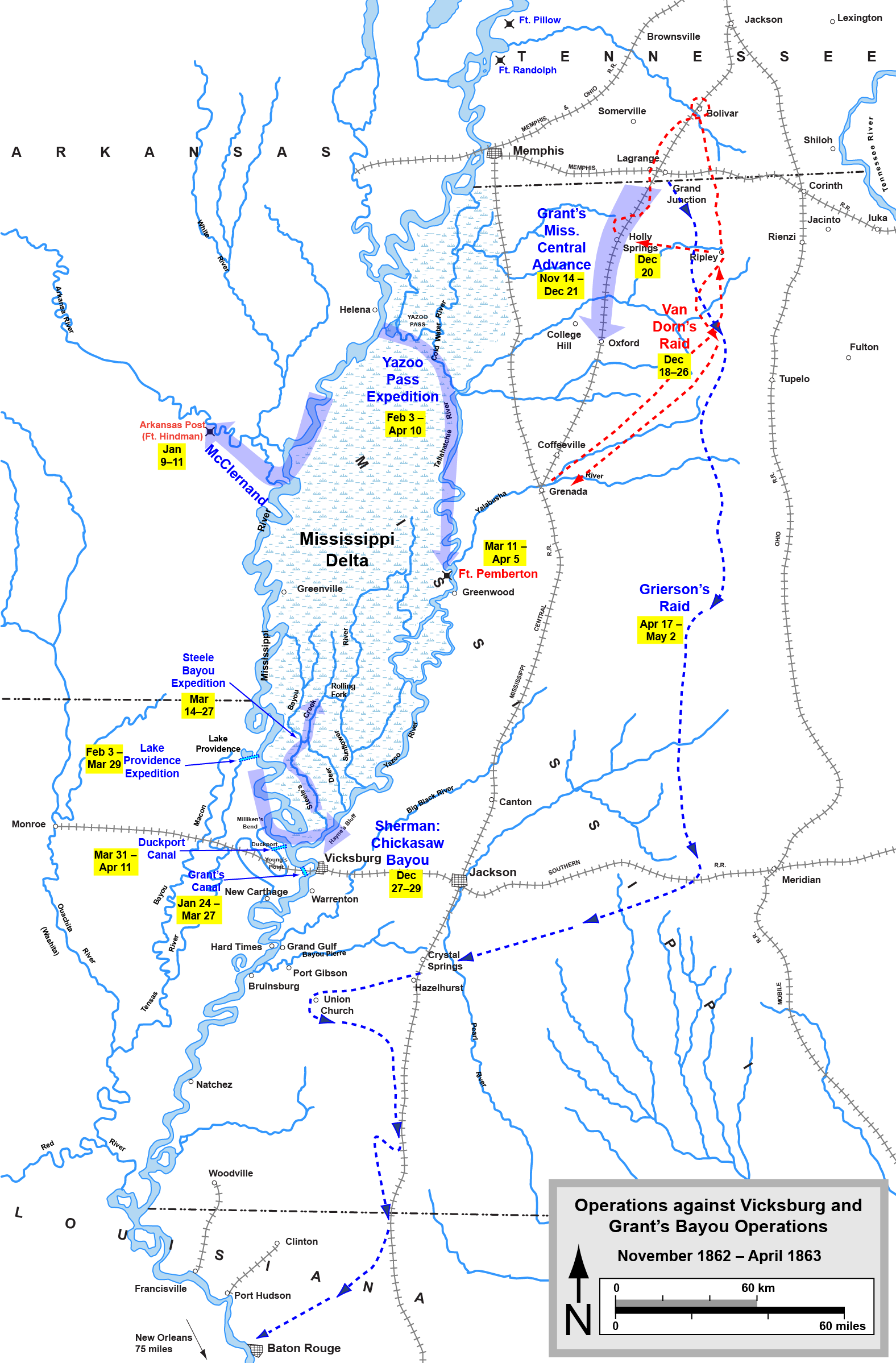
Opérations contre Vicksburg et opérations de Grant dans le Bayou.
Confederate
Union

La phase des opérations contre Vicksburg comprend les batailles suivantes :

### Chickasaw Bayou (26–29 décembre 1862)
Sherman débarqua trois divisions à Johnson's Plantation, sur la rivière Yazoo, pour s'approcher des défenses de Vicksburg par le nord-est. Le 27 décembre, les Fédéraux firent avancer leurs lignes, à travers les marais, en direction de Walnut Hills, une ligne de collines fortement défendues. Le 28, plusieurs tentatives inutiles s'attaquèrent à ces défenses. Le 29, Sherman ordonna un assaut frontal, qui fut repoussé avec de lourdes pertes et se termina par un repli.
Pendant ce temps, l'autre moitié du plan d'attaque, conduit par Grant, échouait. Ses lignes de communication étaient perturbées par les raids de Van Dorn et de Nathan Bedford Forrest, qui parvinrent à détruire un important dépôt de ravitaillement à Holly Springs. Incapable d'assurer l'approvisionnement de ses troupes en l'absence de ces vivres, Grant fut contraint de mettre un terme à son avance.
Début janvier, McClernand arriva à Memphis avec le corps d'armée dont il avait assuré le recrutement (XIII Corps, dirigé par le brigadier-général George W. Morgan) et entama sa descente du Mississippi. Le 4 janvier, il ordonna à Sherman d'attacher son XV Corps à l'expédition, baptisant ces forces combinées Armée du Mississippi. Il s'agissait d'une provocation délibérée à l'attention de Grant, mais Sherman dut se plier aux ordres d'un officier qui lui était supérieur. Il suggéra cependant de débuter par un mouvement conjoint (terrestre et naval) contre Arkansas Post, une base de canonnières confédérées, située sur le cours de l'Arkansas, à environ 75 kilomètres en amont de sa confluence avec le Mississippi. L'expédition fut entreprise sans que Grant en ait été informé.

### Arkansas Post (9–11 janvier 1863)
Les navires de l'Union, commandés par le contre-amiral David D. Porter, commencèrent à débarquer des troupes à proximité d'Arkansas Post dans la soirée du 9 janvier. Les soldats remontèrent la rivière vers Fort Hindman. Le corps d'armée commandé par Sherman emporta les tranchées des confédérés qui se retirèrent derrière les protections du fort. Le 10 janvier, Porter déplaça sa flottille vers Fort Hindman le bombarda et se retira à la nuit tombante. Le 11 janvier, l'artillerie de l'Union fit feu sur le fort, à partir de batteries installées de l'autre côté de la rivière, et l'infanterie se positionna pour l'assaut.
Les cuirassés nordistes commencèrent à bombarder le fort et la flottille de Porter le dépassa pour bloquer toute retraite. Encerclé, puis attaqué par les hommes de Morgan, l'état-major confédéré se rendit dans l'après-midi. Au prix de pertes élevées, mais sans avoir contribué à la chute de Vicksburg, l'Union venait de lever un obstacle au trafic fluvial sur le Mississippi.
Grant fut irrité quand il découvrit que McClernand avait conçu et mené l'opération sans l'en avoir informé, considérant qu'elle avait détourné l'attention de l'objectif principal. Mais au vu du succès et de l'implication de Sherman, qui lui était proche, Grant ne prit pas de mesures de rétorsion. Il ordonna cependant à McClernand de rentrer au Mississippi et, le 13 janvier, prit personnellement le commandement de la campagne à Milliken's Bend, à une vingtaine de kilomètres au nord-ouest de Vicksburg.

## Opérations de Grant dans le Bayou (janvier-mars 1863)
Durant l'hiver 1863, Grant fit un certain nombre de tentatives (les opérations de Grant dans le Bayou) pour s'approcher de Vicksburg et s'en emparer. L'idée générale était d'utiliser ou de creuser des voies navigables alternatives de manière à positionner les troupes à distance de frappe de Vicksburg sans avoir à effectuer une approche directe par le Mississippi, sous le feu des canons confédérés.

### Canal de Grant
En juillet 1862, le creusement du canal Williams à travers la péninsule De Soto avait été abandonné par l'amiral Farragut et le brigadier-général Williams, mais il offrait une voie navigable vers l'aval à l'abri des canons de Vicksburg. Fin janvier 1863, les hommes de Sherman, à la demande de Grant – qui avait appris, par l'intermédiaire de la Navy, que Lincoln aimait l'idée – reprirent les travaux. Sherman, par dérision, rebaptisa le chantier "Butler's Ditch" (« le fossé de Butler», qui avait missionné Williams pour entreprendre les travaux). Le canal ne mesurait effectivement pas plus de 2 m de large par 2 mètres de profondeur. Grant, probablement influencé par les incessantes relances de Lincoln, demanda à Sherman de le faire passer à 20 mètres de large par 2,30 mètres de fond, et le canal devint alors « le canal de Grant ». Cependant, le canal n'était pas conçu correctement par rapport à l'hydrographie du Mississippi et une onde de crue passagère emporta le barrage à l'origine du canal et inonda la zone. L'eau reflua dans le canal, qui se remplit de sédiments. Dans une tentative désespérée de sauver le projet, deux grosses dragues à vapeur, l'Hercules et le Sampson, essayèrent de dégager le passage, mais elles durent se retirer sous le feu des batteries confédérées installées sur les falaises de Vicksburg. À la fin du mois de mars, le canal était abandonné. Quelque 200 mètres du canal de Grant continuent à être entretenus par le Vicksburg National Military Park en Louisiane.

### Expédition de Lake Providence
Grant ordonna au brigadier-général James B. McPherson, de faire creuser un canal de plusieurs centaines de mètres du Mississippi jusqu'au Lake Providence, au nord-ouest de la ville, ouvrant un passage vers la Red River, à travers les bayous Baxter and Macon, la rivière Tensas et la Black River. Après avoir atteint la Red River, les forces de Grant pourraient se joindre à celles de Banks à Fort Hudson. McPherson indiqua que cette branche serait navigable à partir du 18 mars, mais les quelques "ordinary Ohio River boats" que Grant avait reçus pour traverser les bayous pouvaient transporter seulement 8 500 hommes, très loin de ce qui aurait été nécessaire pour changer la donne à Port Hudson. Cette expédition dans le bayou, la seule à avoir effectivement évité les défenses de Vicksburg, a cependant été surnommée, par l'historien Ed Bearss « the Lake Providence Boondoggle."» (le gâchis de Lake Providence).

### Expédition de Yazoo Pass
Les Nordistes envisagèrent ensuite d'attaquer Vicksburg par le nord, en prenant pied sur les falaises de Hayne's Bluff. Ils comptaient arriver sur place en utilisant le cours de la Yazoo River. Pour ce faire, une opération conjointe, alliant la marine et l'armée fut conçue. Il s'agissait de faire sauter une digue située sur le Mississippi, près de Moon Lake, à environ 240 km au-dessus de Vicksburg, pour remettre en eau un chenal désaffecté (la Yazoo Pass) et y faire passer les navires de l'Union. Ils pourraient ainsi, venant du Mississippi, accéder à  Moon Lake, puis, par la Coldwater River et la Tallahatchie River gagner la Yazoo River à Greenwood et descendre vers Vicksburg.
La digue sur le Mississippi fut minée le 3 février, marquant le début de l'expédition de Yazoo Pass. Le 7 février, dix navires de l'Union, sous le commandement du lieutenant-commandant Watson Smith et transportant des troupes commandées par le brigadier-général Benjamin Prentiss, se mirent en mouvement pour traverser la passe. Mais les branchages bas des arbres balayèrent les superstructures des navires et les Confédérés eurent le temps d'en abattre davantage en travers du courant. Le temps perdu fut mis à profit par les rebelles pour bâtir un « Fort Pemberton » à la confluence des rivières Tallahatchie et Yalobusha, juste en amont de Greenwood, ce qui leur permit de repousser les assaillants les 11, 14 et 16 mars. L'expédition de l'Union prit fin début avril.

### Expédition de Steele's Bayou
Le 16 mars, l'amiral Porter lança une opération pour remonter le delta de la Yazoo, à travers Steele's Bayou, au nord de Vicksburg, jusqu'à Deer Creek. Cette manœuvre de flanquement devait déborder Fort Pemberton et permettre le débarquement de troupes entre Vicksburg et Yazoo City. Mais les roues à aubes des bateaux se prirent dans les roseaux, les Confédérés abattirent des arbres en travers de leur route, et les équipages furent attaqués par des animaux venus de la voûte des arbres. Cette fois, les vaisseaux de l'Union furent immobilisés, et la cavalerie et l'infanterie confédérées menacèrent de s'en emparer. Sherman dépêcha un renfort de fantassins pour repousser les forces rebelles qui harcelaient Porter, et son approche fut abandonnée en raison des difficultés.

### Canal de Duckport
Grant tenta enfin de creuser un dernier canal allant de Duckport Landing jusqu'à Walnut Bayou, afin d'y faire passer des embarcations légères. Mais quand le canal fut presque achevé, début avril, le niveau des eaux commença à baisser et seuls les bateaux les plus petits purent passer. Grant abandonna le canal et chercha une autre solution. De décembre à mars, en incluant Chickasaw Bayou et l'avancée le long de la ligne du Mississippi Central, sept initiatives ou « expérimentations » menées par Grant avaient échoué. Grant raconta dans ses mémoires qu'il les avaient conduites sans en espérer de succès, mais principalement pour occuper ses hommes pendant les mois d"hiver, particulièrement éprouvants en raison des épidémies et des inondations. Sa correspondance de l'époque semble contredire cette interprétation.

## Plans de la campagne de 1863 et premiers mouvements

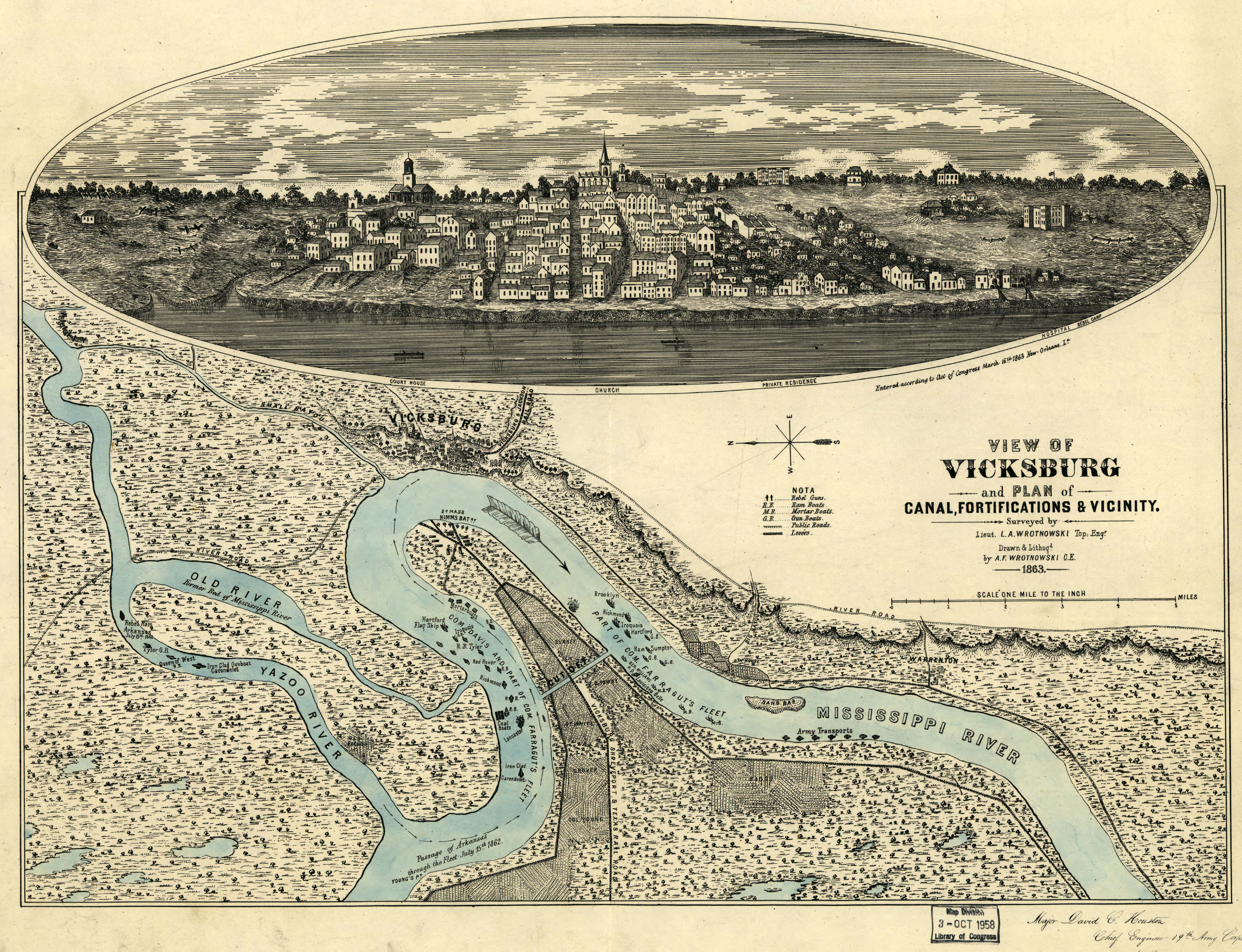
Vue des environs de Vicksburg et des fortifications, 1863.

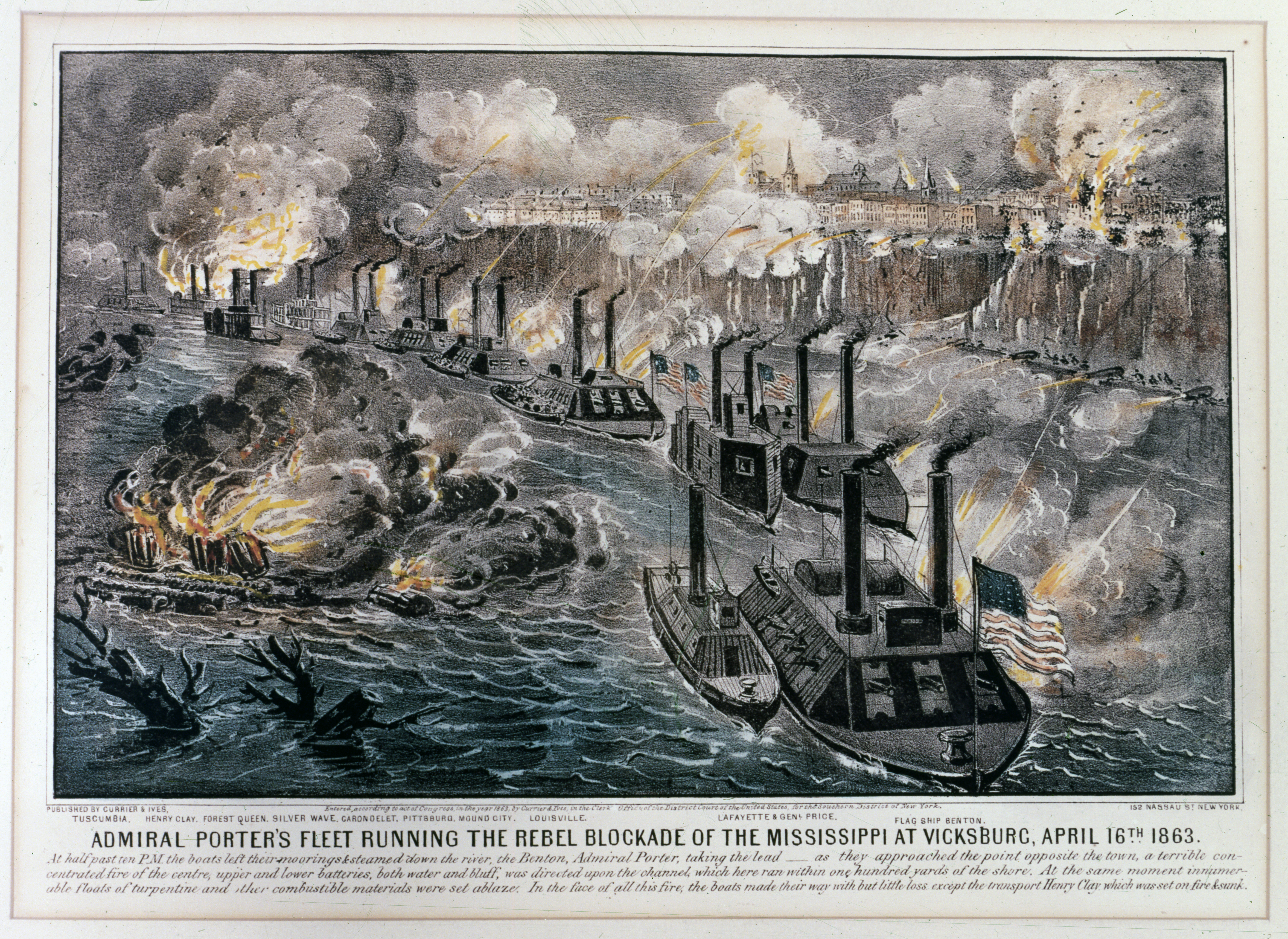
Lithographie représentant l'escadre fédérale du Mississippi passant sous les fortifications confédérées à Vicksburg le 16 avril 1863.

Toutes les opérations dans le bayou avaient été des échecs, mais Grant, connu pour son entêtement, ne cédait pas. Sa dernière option était osée, mais risquée : faire descendre son armée le long de la rive ouest du Mississippi, le franchir au sud de Vicksburg, puis attaquer la ville par le sud et par l'est ou joindre ses forces à celles de Banks, capturer Port Hudson, puis faire route ensemble pour capturer Vicksburg. Porter devrait passer sous le feu des canons de la ville pour amener un nombre suffisant de canonnières et de transports de troupes au sud de la ville. Une fois qu'ils auraient descendu le fleuve, ils ne pourraient plus le remonter car le courant, les ralentissant, les exposeraient de manière intolérable aux batteries de Vicksburg.
Le 29 mars, McClernand ordonna à ses hommes de commencer à construire des ponts et des chemins de rondins. Sur leur chemin, ils remblayèrent également les marais, si bien que le 17 avril, ils disposaient d'une route tortueuse et cahoteuse, longue de 110 kilomètres et s'étendant depuis Milliken's Bend jusqu'au point où ils se proposaient de franchir le Mississippi, à Hard Times, en dessous de Vicksburg.
Le 16 avril, par une nuit sans lune, Porter envoya sept canonnières et trois transports de troupes chargés de ravitaillement pour passer sous les batteries situées sur la falaise, essayant autant que possible d'en masquer le bruit et les lumières. Mais ces précautions furent inutiles : des sentinelles confédérées repérèrent les navires et le feu des canons confédérés illumina bientôt la falaise. Des brasiers furent allumés sur la rive pour améliorer la visibilité. Les canonnières de l'Union répliquèrent. Porter se rendit compte que les obus frappaient principalement les superstructures de ses navires et il en conclut que les Confédérés ne pouvaient pas abaisser leur canons davantage. Il ordonna à ses navires de serrer la rive est. Ils passèrent ainsi juste sous les batteries rebelles, si près que les nordistes pouvaient entendre les ordres des officiers et les obus passant au-dessus de leurs embarcations. La flottille s'en tira avec un minimum de dégâts : treize hommes furent blessés et il n'y eut pas de mort. Le Henry Clay, mis hors d'usage, fut brûlé sur la berge. Le 22 avril, six autres bateaux, chargés de ravitaillement tentèrent la même opération ; un d'entre eux ne parvint pas à passer, mais personne ne fut tué et l'équipage se laissa porter en aval, agrippé aux restes du navire.
Le dernier élément de la stratégie de Grant consistait à détourner l'attention de Pemberton du point où les troupes de l'Union avaient choisi de franchir le fleuve. Il y employa deux manœuvres : une feinte de Sherman contre Snyder's Bluff, au nord de Vicksburg, et un raid de cavalerie au centre du Mississippi, conduit pat le colonel Benjamin Grierson. La première opération resta indécise, mais la seconde fut un succès. Grierson entraîna une importante force confédérée à sa poursuite et une partie des troupes de Pemberton (par ailleurs inquiet de l'avance imminente de Nathaniel Banks depuis Bâton-Rouge, qui menaçait Port Hudson) se retrouvèrent ainsi dispersées loin à l'intérieur de l'État.

## Forces en présence
Du côté de l'Union, l'armée du Tennessee, conduite par le major-général Ulysses S. Grant débuta la campagne avec 44 000 hommes environ, effectif qui fut porté à 75 000 au mois de juillet. L'armée était composé de cinq corps :
- XIIIe corps commandé par le major-général John A. McClernand ;
- XVe corps commandé par le major-général William T. Sherman ;
- XVIIe corps commandé par le major-général James B. McPherson ;
- un détachement de trois divisions du XVIe corps commandé par le major-général Cadwallader C. Washburn ;
- un détachement du District of Northeast Louisiana commandé par le brigadier-général Elias S. Dennis.

Le IXe corps, commandé par le major-général John G. Parke, rejoignit l'armée nordiste à la mi-juin.
Côté confédéré, l'armée du Mississippi du lieutenant-général John C. Pemberton alignait environ 30 000 hommes répartis en cinq divisions, commandées par les major-généraux William W. Loring, Carter L. Stevenson, John H. Forney, Martin L. Smith, et John S. Bowen.
Les troupes du général Joseph E. Johnston à Raymond et à Jackson, comptaient 6 000 hommes et appartenaient à son Department of the West, comprenant trois brigades commandées par le brigadier-général John Gray, le colonel Peyton H. Colquitt, et le brigadier-général William H. T. Walker.

## Batailles rattachées aux opérations de Grant contre Vicksburg (avril-juillet 1863)

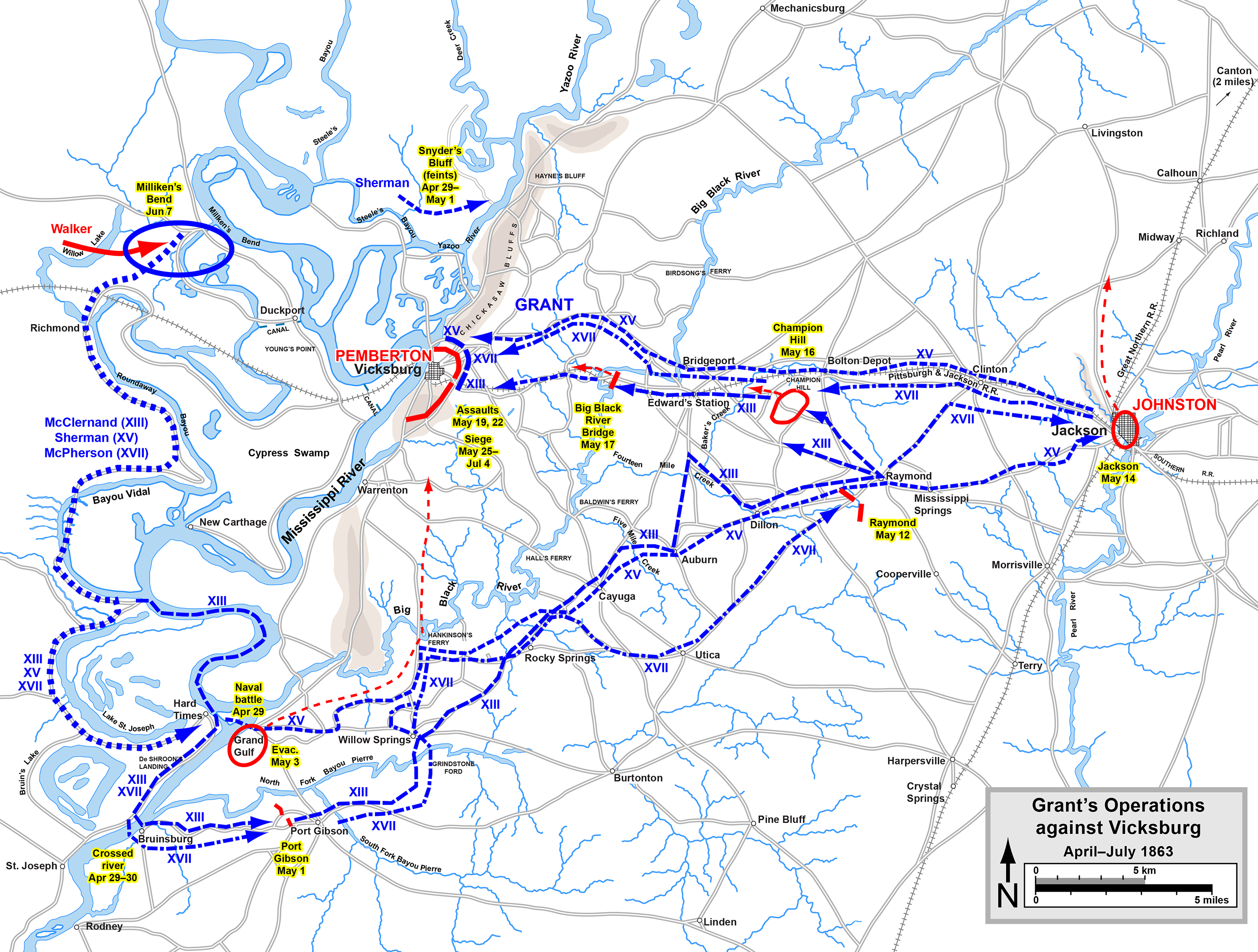
Opérations de Grant contre Vicksburg.

La phase de la campagne de Vicksburg baptisée « opérations de Grant contre Vicksburg » comprend les batailles suivantes :

### Grand Gulf (29 avril 1863)
L'amiral Porter mena sept cuirassés à l'attaque des fortifications et des batteries de Grand Gulf, dans le but de faire taire les canons confédérés et de s'emparer de la zone avec le XIII Corps de McClernand, embarqué sur des transports de troupes et des barges. Les canonnières entrèrent en action à 8 heures du matin et continuèrent jusqu'à 13h30. Pendant le combat, les cuirassés s'avancèrent jusqu'à 100 mètres des batteries confédérées et firent taire les canons de Fort Wade ; les batteries de Fort Coburn, plus hautes, restèrent hors de portée et continuèrent à faire feu. Les cuirassés de l'Union (dont un, le Tuscumbia, avait été mis hors d'état de nuire) et les transports de troupe se retirèrent. Mais après la tombée de la nuit, les cuirassés défièrent à nouveau les batteries des rebelles, couvrant ainsi le passage des vapeurs et des barges. Grant fit progresser ses hommes sur la terre ferme à travers Coffee Point jusqu'en dessous de Grand Gulf. Quand les transports eurent dépassé Grand Gulf, ils embarquèrent les troupes à Disharoon's Plantation et les déposèrent sur la rive est du Mississippi à Bruinsburg. Grant y fit débarquer 17 000 soldats, ce qui constitua, jusqu'au débarquement de Normandie, la plus grande opération amphibie de l'histoire militaire américaine. Les hommes se mirent immédiatement en marche vers Port Gibson. En résistant aux assauts de l'Union, les Confédérés venaient de remporter, à Grand Gulf, une victoire inutile. Leur résistance avait juste obligé Grant à modifier légèrement ses plans.

### Snyder's Bluff (29 avril –1ermai}
Pour s'assurer que des troupes confédérées ne seraient pas dépêchées à Grand Gulf pour y apporter leur renfort, l'armée et la flotte de l'Union feignirent, de concert, une attaque sur Snyder's Bluff. Le 29 avril, après midi, le lieutenant-commandant Kidder Breese, avec huit canonnières et dix barges transportant la division commandée par le major-général Francis P. Blair, Jr., remonta le cours de la Yazzo River jusqu'à l'embouchure de Chickasaw Bayou où le convoi passa la nuit. Le lendemain matin à 9 heures, l'escadrille, laissant une canonnière derrière elle, poursuivit vers l'amont, jusqu'à Drumgould's Bluff et y défia les batteries rebelles. Pendant le combat, le USS Choctaw fut touché à cinquante reprises, mais sans avoir à déplorer de pertes humaines. Vers 6 heures du soir, les troupes débarquèrent et avancèrent le long de la digue baptisée Blake's Levee en direction des canons. Comme elles approchaient de Drumgould's Bluff, une batterie ouvrit le feu, rompant les rangs et y faisant des victimes. L'avance de l'Union fut stoppée et, après la tombée de la nuit, les hommes remontèrent à bord des transports de troupes. Le matin suivant, d'autres troupes débarquèrent, mais elles durent également reculer, sous le feu de l'artillerie ennemie et à travers un terrain marécageux. Le 1er mai, vers 3 heures de l'après-midi, les canonnières de l'Union ouvrirent à nouveau le feu et atteignirent quelques-uns de leurs objectifs. Puis le rythme du bombardement ralentit, pour s'arrêter complètement à la tombée de la nuit. Sherman venait de recevoir l'ordre de débarquer ses troupes à Milliken's Bend, et les navires revinrent prendre attache à l'embouchure de la Yazoo.

### Port Gibson (1ermai)
L'armée de Grant se dirigea vers l'intérieur en partant de Bruinsburg. Comme ils avançaient sur Rodney Road en direction de Port Gibson, les Nordistes buttèrent, peu après minuit, contre les postes avancés des Confédérés et s'accrochèrent avec les rebelles pendant environ trois heures. L'escarmouche cessa vers 3 heures du matin et les forces de l'Union reprirent leur progression sur Rodney Road and le long d'une route de plantation à l'aube. Vers 5h30, les Confédérés attaquèrent les troupes de l'Union, mais ils durent reculer, durant toute la journée, sur de nouvelles positions défensives jusqu'à abandonner le champ de bataille en début de soirée. Cette défaite permettait à l'Union d'établir sa tête de pont et démontrait que le Confédérés n'étaient plus en mesure de défendre la ligne du Mississippi.
Grant était maintenant face à une nouvelle décision : ses ordres lui demandaient de prendre Grand Gulf et d'avancer ensuite vers le sud pour y rejoindre Banks et prendre, ensemble, Fort Hudson. Leurs forces conjuguées devaient alors se retourner contre Vicksburg. Mais ce plan l'aurait mis sous le commandement de Banks, lui aussi major-général et son supérieur à l'ancienneté, qui aurait tiré tout le prestige de l'opération. Comme Banks était engagé dans des opérations sur la Red River et qu'il avait informé Grant qu'il ne serait pas prêt à manœuvrer contre Port Hudson avant plusieurs jours, celui-ci décide de s'attaquer seul à Vicksburg. Il envoya un message à Halleck pour lui confirmer ses intentions, sachant pertinemment qu'il faudrait jusqu'à huit jours pour que le message soit transmis et qu'il en reçoive la réponse.
Après que l'armée de l'Union se soit emparée du gué de Grindstone Ford, toutes les forces confédérées situées entre Big Bayou Pierre et la Big Black River étaient en danger. Face à ce risque, Bowen décida d'évacuer Grand Gulf et de rejoindre Hankinson's Ferry à marche forcée pour y traverser la Big Black River, échappant ainsi de justesse au piège de l'Union.
Grant pensait alors suivre la même route et marcher vers le nord, directement sur Vicksburg. Cependant, ses éclaireurs reconnurent que les positions de Pemberton au sud de la ville étaient particulièrement fortes. Il décida donc d'aller couper les lignes qui ravitaillaient Vicksburg en s'emparant de la voie de chemin de fer reliant Jackson à Vicksburg. Il ordonna à ses trois corps d'armée (Sherman l'ayant rejoint en traversant la rivière) d'avancer par trois routes différentes pour attaquer la ligne à Edwards Station (l'objectif le plus à l'ouest, désigné au corps de McClernand's), à Clinton (à l'est, pour les hommes de McPherson's) et à Midway Station (au centre, l'objectif de Sherman).

### Raymond (12 mai)
Le 10 mai, Pemberton ordonna à tous les renforts arrivant à Jackson de marcher sur Raymond, à 32 km au sud-ouest. Les hommes du brigadier-général John Gregg, ayant déjà effectué une longue marche depuis Port Hudson (Louisiane), se mirent en route vers Raymond le lendemain matin et purent y arriver tard dans l'après-midi du 11 mai. Le 12, la brigade de Gregg se positionna pour tendre une embuscade à un détachement de l'Union en maraude à Fourteen Mile Creek. Le détachement s'avéra être une division du XVII Corps de McPherson, commandée par le major-général John Alexander Logan. Gregg prit le parti de défendre le passage de Fourteen Mile Creek et plaça ses hommes et son artillerie en conséquence. Tandis que les hommes de Logan avançaient, les Confédérés ouvrirent le feu et leur infligèrent de lourdes pertes. Les rangs de l'Union cédèrent en plusieurs points, mais Logan rallia ses hommes pour tenir la ligne. Les Confédérés lancèrent un assaut, mais durent se retirer. Des renforts nordistes arrivèrent pour soutenir les rangs et lancèrent une contre-attaque, déclenchant des combats acharnés qui durèrent plus de six heures, jusqu'à ce que les forces de l'Union s'imposent par le nombre. Les hommes de Gregg quittèrent le terrain, ayant retenu un ennemi supérieur en nombre pendant toute une journée. Gregg recula sur 8 kilomètres dans la direction de Jackson jusqu'à Mississippi Springs. Ce recul exposa la voie de chemin de fer du Southern Railroad of Mississippi aux troupes de l'Union, sectionnant la ligne de ravitaillement de Vicksburg.
Malgré le succès des hommes de McPherson, le harcèlement d'éléments Confédérés sur son flanc droit amena Grant à revoir ses plans. Des informations indiquaient que le général Joseph E. Johnston était attendu à Jackson avec des renforts dans les jours qui suivaient ; d'autres laissaient penser que le général P.G.T. Beauregard allait arriver sur place. Si c'était vrai, l'armée de l'Union se trouverait entre des forces ennemies de part et d'autre. Grant décida donc de traiter d'abord les menaces venant de l'est et ordonna à Sherman et à McPherson de s'emparer de Jackson.

### Jackson (14 mai)
Le 9 mai, le général Johnston reçut une dépêche du ministre de la Guerre confédéré lui ordonnant de « se rendre immédiatement au Mississippi et d'y prendre le commandement en chef des forces présentes sur zone ». Le 13 mai, en arrivant à Jackson, en provenance du centre du Tennessee, il apprit que deux corps d'armée (ceux de Sherman et McPherson) avançaient sur Jackson et que Gregg ne disposait que de 6 000 hommes pour défendre la ville. Johnston ordonna l'évacuation de Jackson, mais il demanda à Gregg de tenir ses positions jusqu'à ce que l'évacuation soit terminée. Vers 10 heures du matin, les deux corps d'armée de l'Union étaient arrivés à Jackson et l'engagement avait débuté. La pluie, la résistance des Confédérés et des fortifications mal préparées limitèrent l'intensité des combats jusqu'à 11 heures du matin, quand les troupes nordistes attaquèrent en force et, lentement mais sûrement, repoussèrent les rebelles. En milieu d'après-midi, Johnston informa Gregg que l'évacuation était terminée et l'autorisa à décrocher et à se joindre à la retraite. Peu après, les troupes de l'Union firent leur entrée à Jackson. Grant, qui avait suivi les opérations aux côtés de Sherman, organisa une réception à Bowman House. Une partie de la ville fut ensuite incendiée, de nombreuses usines furent détruites et la voie de chemin de fer reliant Jackson à Vicksburg fut coupée. L'évacuation ordonnée par Johnston est généralement considérée comme une erreur. S'il avait attendu, il aurait pu recevoir un premier renfort de 11 000 hommes le 14 mai en fin de journée, suivi d'un second renfort de 4 000 le 15 mai au matin. La chute de la capitale du Mississippi porta un coup au moral des Confédérés. Après avoir coupé la ligne de chemin de fer, Grant abandonna la ville pour concentrer ses troupes sur Vicksburg.
Johnston fit retraite, avec le gros de son armée, en suivant Canton Road, mais il commanda à Pemberton de quitter Edwards Station pour attaquer les Fédéraux à Clinton. Pemberton et ses généraux estimaient que le plan de Johnston était dangereux et ils décidèrent d'attaquer plutôt les trains de ravitaillement de l'Union qui voyageaient de Grand Gulf à Raymond. Le 16 mai, cependant, Pemberton reçut de Johnston un autre ordre confirmant ses indications antérieures. Il s'était déjà engagé et se trouvait sur la route Raymond-Edwards avec son arrière-garde à un croisement situé à 500 mètres au sud de la crête de Champion Hill. Il ordonna une contre-marche qui fit de son arrière-garde, embarrassée par ses chariots de ravitaillement, l'avant-garde de son effectif.

### Champion Hill (16 mai)
Le 16 mai, autour de 7 heures du matin, les Fédéraux attaquèrent les Confédérés et la bataille de Champion Hill débuta. Les hommes de Pemberton formèrent une ligne sur la crête surplombant Jackson Creek. Pemberton ignorait qu'une colonne de l'Union avançait, le long de la route de Jackson, sur son flanc gauche découvert. Pour se protéger, Pemberton posta les hommes du brigadier-général de Stephen D. Lee au sommet de Champion Hill, d'où ils pourraient surveiller les mouvements de leurs adversaires. Lee repéra les troupes de l'Union et celles-ci le localisèrent également. Si leur avance n'était pas arrêtée, elle couperait les Confédérés de leur base de Vicksburg. Averti du danger, Pemberton envoya du renfort sur son aile gauche. Les troupes de l'Union positionnées à Champion House se mirent en action et installèrent leurs batteries d'artillerie pour ouvrir le feu. Quand Grant arriva à Champion Hill vers les 10 heures du matin, ce fut pour donner le signal de l'attaque. À 11h30, les Nordistes avaient atteint la ligne confédérée et à une heure de l'après-midi, ils emportèrent la crête pendant que leurs adversaires refluaient en désordre. Les fédéraux balayant tout sur leur passage, capturèrent le carrefour et coupèrent la voie de repli qu'offrait la route de Jackson.
Une des divisions de Pemberton (celle de Bowen) lança alors une contre-attaque, repoussant les Fédéraux par-delà la crête de Champion Hill avant de s'arrêter. Grant contre-attaqua, engageant des forces qui venaient d'arriver de Clinton, via Bolton. Les hommes de Pemberton ne purent résister à ce nouvel assaut, et il leur ordonna de se retirer par la seule voie de repli qui restait libre. Les hommes du brigadier-général Lloyd Tilghman formaient l'arrière-garde et tinrent bon, perdant leur commandant dans l'action. En fin d'après-midi, les troupes de l'Union prirent le pont de Bakers Creek, et, à minuit, elles occupaient Edwards. Les Confédérés étaient alors en pleine retraite sur Vicksburg.

### Big Black River Bridge (17 mai)
Les Confédérés en retraite atteignirent le pont sur la Big Black River dans la nuit du 6 au 7 mai. Pemberton ordonna au brigadier-général Bowen de défendre, avec trois divisions les fortifications situées sur la rive est de la rivière pour arrêter leurs poursuivants. Trois divisions appartenant au corps d'armée de McClernand sortirent d'Edwards Station le matin du 17 mai. Elles se heurtèrent aux Confédérés retranchés derrière leurs fortifications et durent se mettre à couvert quand les défenseurs ouvrirent le feu. Le brigadier-général Michael K. Lawler lança la division du brigadier-général Eugene A. Carr, masquée par un méandre, contre le front confédéré en un point tenu par les hommes inexpérimentés de l'East Tennessee Brigade du brigadier-général John C. Vaughn. Désorientés et paniqués, les rebelles commencèrent à se retirer en franchissant la Big Black River sur deux ponts : le pont de chemin de fer et le quai flottant utilisé pour les vapeurs qui avait été poussé en travers du courant. Dès qu'ils eurent traversé, les Confédérés mirent le feu aux ponts pour empêcher les Nordistes de se lancer à leur poursuite. Dans la soirée, les rebelles en fuite atteignirent Vicksburg dans le plus grand désordre. Les troupes de l'Union en avaient capturé près de 1 800 lors de l'affrontement de Big Black River, une perte que les rebelles pouvaient difficilement se permettre.

### Siège de Vicksburg (18 mai – 4 juillet)

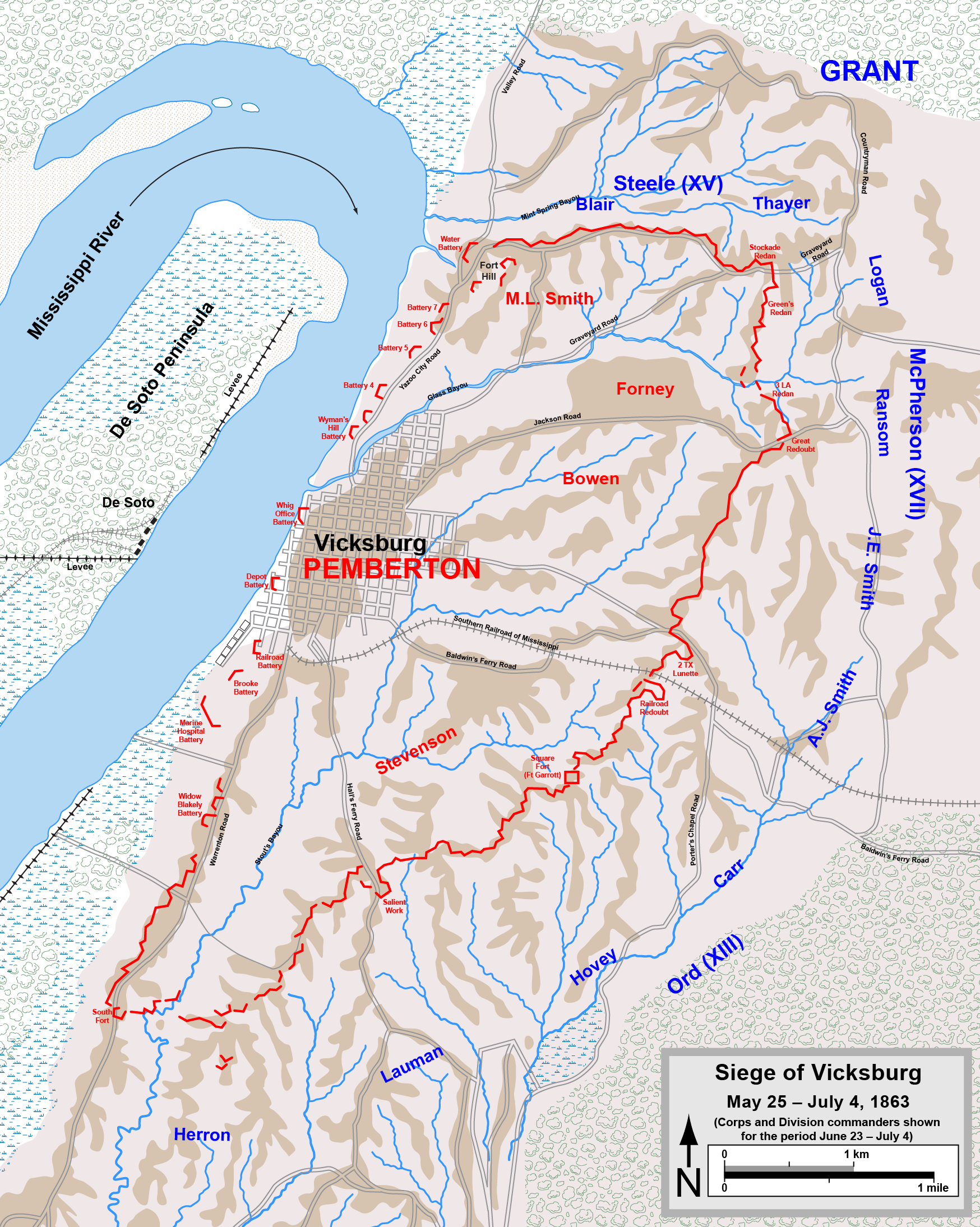
Siège de Vicksburg. Les noms de commandants de corps et de divisions correspondent à la période du 23 juin au 4 juillet.

L'armée de l'Union convergea vers Vicksburg, y enfermant l'armée de Pemberton. Grant enchaîna immédiatement deux assauts contre les fortifications confédérées (19 et 22 mai). Le second obtint quelques résultats dans le secteur de McClernand, mais il fut repoussé avec des pertes s'élevant à 3 200 hommes. Johnston ordonna à Pemberton d'abandonner la ville pour sauver son armée, mais Pemberton estimait qu'il était impossible de retirer ses troupes en sécurité. Johnston imagina alors d'attaquer Grant pour soulager Pemberton, mais il ne put s'organiser en temps utile. Le 4 juillet, après six semaines d'un siège durant lequel civils et soldats confédérés avaient été privés de tout et constamment bombardés par l'artillerie nordiste, l'armée de Pemberton et la ville de Vicksburg se rendirent.
Grant devait faire face à Pemberton, retranché dans Vicksburg, mais se préoccupait également des forces confédérées commandées par Joseph E. Johnston qui se tenaient dans son dos. Il assigna une division à proximité du pont de la Big Black River et en envoya une autre pour pousser une reconnaissance au nord, jusqu'à Mechanicsburg. Les deux divisions devaient également couvrir ses arrières. Le 10 juin, le IX Corps, commandé par le major-général John G. Parke, passa sous le commandement de Grant. Ce corps devint le noyau d'une task force qui avait pour mission d'empêcher Johnston, qui regroupait ses forces à Canton, d'interférer avec le siège. Sherman reçut le commandement de cette task force et le brigadier-général Frederick Steele le remplaça à la tête du XV Corps.
Johnston se mit enfin en marche pour soulager Pemberton et atteignit la Big Black River le 1er juillet, mais il manœuvra ensuite pour éviter un affrontement qu'il craignait inégal avec Sherman, jusqu'à ce qu'il soit trop tard pour la garnison de Vicksburg, à la suite de quoi il se retira sur Jackson.

## Opérations en Louisiane
Pendant le siège de Vicksburg, trois autres batailles se déroulèrent dans les environs.

### Milliken's Bend (7 juin)
Pendant le siège, dans le but de compromettre le ravitaillement de Grant, les Confédérés lancèrent une attaque sur les dépôts de l'Union situés à Milliken's Bend, en amont sur le cours du Mississippi. Ils étaient défendus principalement par des troupes afro-américaines peu aguerries et mal équipées, qui combattirent vaillamment et repoussèrent finalement les rebelles avec le soutien des canonnières, moyennant cependant des pertes importantes (652 du côté de l'Union, contre 185 pour les Confédérés).

### Goodrich's Landing (29–30 juin)
Quand les troupes de l'Union commencèrent à occuper les villages situés sur la rive de Louisiane, des milliers d'esclaves fugitifs les rejoignirent. Les Fédéraux réquisitionnèrent alors certaines plantations et y installèrent les affranchis qui prirent en charge les cultures ; les revenus des ventes des récoltes permettaient de couvrir les frais de nourriture et d'habillement. Des unités afro-américaines étaient chargées de protéger ces plantations. Les Confédérés, déterminés à reprendre ces affranchis et à brûler les récoltes, organisèrent une expédition à partir de Gaines's Landing (Arkansas), sur Lake Providence. Ce raid fit de réels dégâts mais resta, pour l'Union, un désagrément mineur, prouvant que si les Confédérés pouvaient encore créer la confusion, ils étaient incapables d'affecter durablement le cours des événements.

### Helena (4 juillet)
Pour essayer de soulager Vicksburg, les troupes du lieutenant-général confédéré Theophilus H. Holmes attaquèrent la localité d'Helena (Arkansas). Supérieures en nombre, elles commencèrent par s'emparer d'une partie des retranchements, mais furent repoussées par les forces de l'Union.

## Conséquences de la campagne

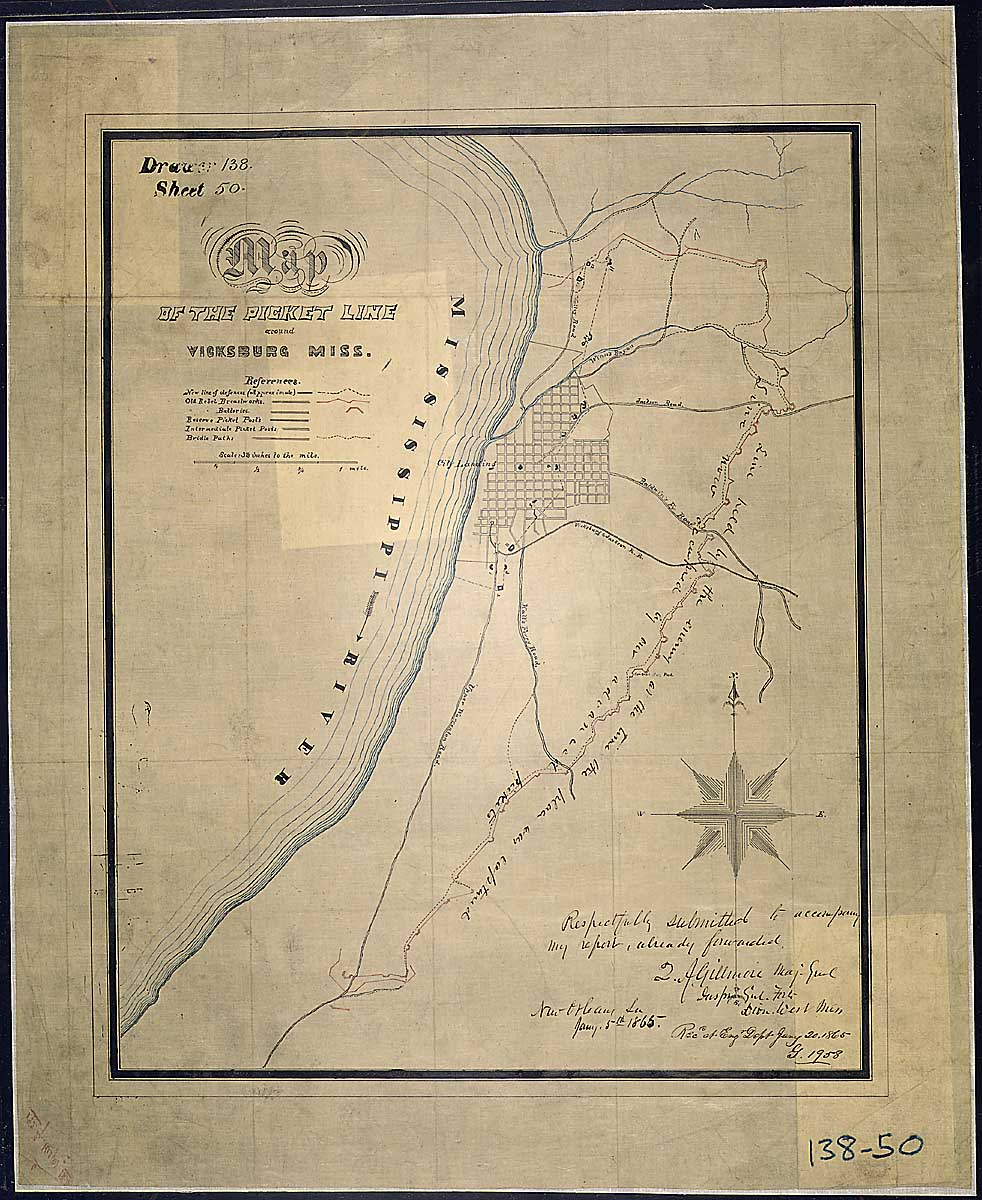
Carte d'époque des fortifications de Vicksburg établie par le corps des ingénieurs militaires, 5 janvier 1865.

Le nombre de Confédérés tués ou blessés pendant la bataille et le siège de Vicksburg s'élevait à 2 872, pour un bilan de 4 910 pertes du côté des Fédéraux. Après celle de Fort Donelson, Grant avait capturé sa seconde armée rebelle : 29 495 Confédérés se rendirent. La plupart d'entre eux furent libérés sur parole. L'Union prit également une grande quantité de munitions, d'armes et de pièces d'artillerie. Depuis le 9 mars, l'ensemble de la campagne avait fait 10 142 morts et blessés dans les rangs de l'Union et 9 091 chez les rebelles. Pemberton remit à Grant 172 canons et 50 000 fusils.
Pour les Confédérés, cette reddition, coïncidant avec l'Independence Day, ajoutait à l'amertume. Les troupes de l'Union se comportèrent correctement, partageant leurs rations avec les rebelles affamés. Les entrepôts des spéculateurs furent éventrés et leurs provisions mises à la disposition des assiégés. Dans ses mémoires, Grant se souvient « des hommes des deux armées fraternisant comme s'ils s'étaient battus pour une seule et même cause. »
On raconte qu'après la reddition, Vicksburg cessa de célébrer le 4 juillet (Independence Day) jusqu'à la Seconde Guerre mondiale. Cette histoire a été démentie et des festivités, tenues le 4 juillet, sont documentées dès 1907.
Avec la reddition de Port Hudson, le 9 juillet, le fleuve Mississippi était sous le contrôle de l'Union et la Confédération était coupée en deux. Une semaine plus tard, quand un navire désarmé en provenance de Saint-Louis (Missouri) arriva à La Nouvelle-Orléans, tenue par les fédéraux le président Lincoln put déclarer : « Le Père des eaux coule désormais librement vers la mer. ».
Grant déploya Sherman et ses 50 000 hommes contre les 31 000 soldats de Johnston réunis à Jackson. Johnston tenta d'attirer Sherman dans un assaut frontal mais ce dernier était échaudé par ce qu'il avait vu à Vicksburg. Il préféra encercler la ville. Plus habile que Pemberton, Jackson parvint à s'échapper avec son armée, laissant tout le centre du Mississippi sous le contrôle de Sherman. Celui-ci utilisa immédiatement, contre la localité de Meridan la technique de la terre brûlée qu'il allait bientôt employer à grande échelle dans sa marche vers la mer à travers la Géorgie, puis lors de la campagne des Carolines.
Grant profita également du siège de Vicksburg pour mettre un terme à la rivalité insidieuse qui l'opposait à McClernand. Le 30 mai, ce dernier avait distribué à ses troupes une proclamation auto-satisfaite où il s'attribuait le mérite de la victoire toute proche. Grant attendait depuis six mois qu'il fasse un faux pas, depuis qu'il s'étaient opposés, plus tôt dans la campagne, à la bataille de Fort Hindman. Dès le mois de janvier 1863, Grant avait reçu l'autorisation de décharger McClernand de son commandement, mais il avait attendu jusqu'à ce que celui-ci se rende coupable d'une provocation sans équivoque. Grant le démit finalement le 18 juin. Il avait si bien préparé son coup que McClernand n'eut pas de recours. Son XIII Corps fut confié au major-général Edward Ord, qui venait de se remettre d'une blessure reçue à la bataille de Hatchie's Bridge. En mai 1864, McClernand se vit confier un commandement au Texas.
Grant termina la campagne de Vicksburg en vainqueur incontesté. Il fut récompensé, dès le 4 juillet, par une promotion au grade de major-général dans l'armée régulière des États-Unis. Il reçut également une missive très particulière.
« 
Mon cher général
Je ne me souviens pas vous avoir jamais rencontré en personne. Je vous écris pour exprimer ma reconnaissance pour le service presque inestimable que vous venez de rendre au pays. Je souhaite ajouter un mot. Quand vous vous êtes tout d'abord approché de Vicksburg, j'ai pensé que vous devriez faire ce que vous avez finalement fait : faire avancer vos troupes à travers la péninsule [De Soto], faire passer vos transports de troupes sous le feu des batteries, et les débarquer au sud de la ville ; et je n'ai jamais eu le moindre espoir que les expéditions de Yazoo Pass et autres aient la moindre chance de succès, sauf peut-être en espérant vaguement que vous en saviez plus long que moi. Quand vous êtes descendu prendre Port Gibson, Grand Gulf et leurs environs, j'ai pensé que vous auriez dû poursuivre vers l'aval pour rejoindre le général Banks ; et quand vous avez fait route vers le nord-est et vers la Big Black River, j'ai craint que vous n'ayez commis une erreur. Je veux ici reconnaître personnellement que vous aviez raison, et moi tort.
Très cordialement votre,
A. Lincoln.
 »
Grant se porta ensuite au secours des troupes de l'Union assiégées dans Chattanooga, puis remplaça Halleck comme général-en-chef des armées de l'Union, avec le grade, récemment rétabli, de lieutenant-général. Malgré ses succès ultérieurs, les historiens considèrent souvent que Vicksburg fut sa plus belle campagne, inventive, audacieuse, sans répit, un chef-d'œuvre en matière de guerre de mouvement. James M. McPherson estime que Vicksburg est « la campagne la plus brillante et la plus moderne de toute la guerre de Sécession » ; T. Harry Williams la décrit comme « une campagne à ranger dans les classiques de la guerre de Sécession et, en fait, de l'histoire militaire » ; quant à l'Armée américaine, son manuel (Field Manual 100–5 de mai 1986) la qualifie de « campagne la plus brillante à avoir jamais été menée sur le sol américain ».
L'historien Steven E. Woodworth a écrit que Pemberton « était un candidat sérieux pour obtenir le titre d'homme le plus détesté par le Sud, et sans aucun doute le plus haï à porter l'uniforme confédéré ». On raconta que des provisions suffisantes étaient à la portée des assiégés et que seule sa trahison expliquait la reddition de la ville. Le général confédéré Richard Taylor écrivit, après la fin de la guerre : « Il [Pemberton] avait rejoint le Sud dans le seul but de le trahir, ce qui est clairement prouvé par le fait qu'il se rendit le 4 juillet, un jour sacré pour les Yankees ».
Mais la perte de Vicksburg fut aussi attribuée à la pusillanimité de Joseph E. Johnston. Jefferson Davis expliqua ainsi la défaite : « Oui, par manque de provisions… et à cause d'un général, à l'extérieur, qui a refusé de se battre ! ». Les soldats et les civils qui mourraient de faim à l'intérieur de la ville-forteresse espéraient que Johnston viendrait à leur secours, mais il n'arriva jamais. Les accusations de lâcheté, qui l'avaient entouré depuis 1862 et la campagne de la Péninsule, le poursuivirent, en 1864, pendant la campagne d'Atlanta contre Sherman. Il faut cependant reconnaître que les troupes dont disposait Johnston était très inférieures en nombre. Un des rares généraux confédérés à trouver grâce aux yeux de Grant, il avait trouvé son maître.

## Autres sources
- (en) Edwin C. Bearss, Receding tide : Vicksburg and Gettysburg : the campaigns that changed the Civil War, Washington, D.C, National Geographic Society, 2010 (ISBN 978-1-4262-0510-1).
- (en) Winston Groom, Vicksburg, 1863, New York, Alfred A. Knopf, 2009 (ISBN 978-0-307-26425-1).
- (en) Jim Huffstodt, Hard dying men : the story of General W.H.L. Wallace, General T.E.G. Ransom, and their "Old Eleventh" Illinois Infantry in the American Civil War (1861-1865), Bowie, MD, Heritage Books, 1991 (ISBN 1-55613-510-6).
- Timothy B. Smith, Champion Hill : decisive battle for Vicksburg, New York, Savas Beatie, 2004 (ISBN 1-932714-00-6).
- (en) Terrence Winschel, Triumph & defeat : the Vicksburg campaign, Mason City, Iowa, Savas Pub. Co, 1999 (ISBN 1-882810-31-7).
- (en) Steven E. Woodworth, Grant's lieutenants : From Cairo to Vicksburg, Lawrence, University Press of Kansas, 2001 (ISBN 0-7006-1127-4).
- (en) Steven E. Woodworth, Nothing but victory : the Army of the Tennessee, 1861-1865, New York, Alfred A. Knopf, 2005, 760 p. (ISBN 0-375-41218-2).